# Ugo Ugochukwu
Ugo Ugochukwu Orlandi (Nueva York, Estados Unidos; 23 de abril de 2007) es un piloto de automovilismo estadounidense. Es miembro del Programa de Jóvenes Pilotos de McLaren desde 2021. En 2023 resultó campeón de la temporada inaugural del Campeonato Euro 4, y subcampeón de Italia y tercero de EAU en Fórmula 4 con Prema Racing. Fue vencedor del Gran Premio de Macao de 2024. En 2025 sigue como piloto de Prema en el Campeonato de Fórmula 3 de la FIA y resultó tercero en la Fórmula Regional de Medio Oriente.
Ugochukwu es hijo de la modelo nigeriana Oluchi Onweagba y del diseñador de moda italiano Luca Orlandi.

## Carrera

### Fórmula 4
En 2021, Ugochukwu participó en un programa de pruebas de Fórmula 4 con Motopark, incluidas pistas como Estoril y Oschersleben.
En 2022, condujo para Carlin en el Campeonato de F4 Británica junto con el protegido de Williams, Oliver Gray, y el neozelandés Louis Sharp.
El día de su primer fin de semana, cuando Ugochukwu cumplió 15 años, lo que le permitió ser elegible para competir en la Fórmula 4, el estadounidense logró su primera pole position. No podría convertirlo en una victoria, logrando el tercer lugar junto con la vuelta más rápida en la carrera 1 en Donington Park.

## Resumen de carrera
| Temporada | Categoría                                       | Equipo                        | Carreras     | Victorias    | Poles        | VR           | Podios       | Puntos       | Pos.         |
| --------- | ----------------------------------------------- | ----------------------------- | ------------ | ------------ | ------------ | ------------ | ------------ | ------------ | ------------ |
| 2022      | Campeonato de F4 Británica                      | Carlin                        | 30           | 2            | 3            | 6            | 11           | 290          | 3.º          |
| 2022      | ADAC Fórmula 4                                  | Prema Racing                  | 6            | 0            | 0            | 0            | 0            | 0            | NC†          |
| 2022      | Campeonato de Italia de Fórmula 4               | Prema Racing                  | 6            | 0            | 0            | 0            | 4            | 84           | 10.º         |
| 2023      | Campeonato de EAU de Fórmula 4                  | Prema Racing                  | 15           | 5            | 2            | 4            | 8            | 185          | 3.º          |
| 2023      | Campeonato de Italia de Fórmula 4               | Prema Racing                  | 21           | 3            | 3            | 4            | 13           | 280          | 2.º          |
| 2023      | Campeonato Euro 4                               | Prema Racing                  | 9            | 3            | 1            | 2            | 5            | 193          | 1.º          |
| 2023      | Gran Premio de Macao                            | Trident Motorsport            | 1            | 0            | 0            | 0            | 0            | N/A          | 15.º         |
| 2024      | Campeonato de Fórmula Regional de Medio Oriente | Mumbai Falcons Racing Limited | 15           | 0            | 0            | 0            | 3            | 105          | 7.º          |
| 2024      | Campeonato de Fórmula Regional Europea          | Prema Racing                  | 20           | 1            | 1            | 0            | 2            | 76           | 11.º         |
| 2024      | Gran Premio de Macao                            | R-ace GP                      | 1            | 1            | 1            | 0            | 1            | N/A          | 1.º          |
| 2025      | Campeonato de Fórmula Regional de Medio Oriente | R-ace GP                      | 15           | 1            | 1            | 2            | 6            | 205          | 3.º          |
| 2025      | Campeonato de Fórmula 3 de la FIA               | Prema Racing                  | Disputándose | Disputándose | Disputándose | Disputándose | Disputándose | Disputándose | Disputándose |
| Fuente:   |                                                 |                               |              |              |              |              |              |              |              |

- † Era piloto invitado, por lo que no sumó puntos.

## Resultados

### Campeonato de Italia de Fórmula 4
(Clave) (negrita indica pole position) (cursiva indica vuelta rápida puntuable)

| Año     | Equipo       | 1   | 1   | 1   | 2   | 2   | 2   | 3   | 3   | 3   | 4   | 4   | 4   | 5   | 5   | 5   | 5   | 6   | 6   | 6   | 7   | 7   | 7   | Pos. | Puntos |
| ------- | ------------ | --- | --- | --- | --- | --- | --- | --- | --- | --- | --- | --- | --- | --- | --- | --- | --- | --- | --- | --- | --- | --- | --- | ---- | ------ |
| 2022    | Prema Racing | IMO | IMO | IMO | MIS | MIS | MIS | SPA | SPA | SPA | VLL | VLL | VLL | SPI | SPI | SPI | SPI | MNZ | MNZ | MNZ | MUG | MUG | MUG | 10.º | 84     |
| 2022    | Prema Racing |     |     |     |     |     |     |     |     |     |     |     |     | 3   |     | 2   | 3   |     |     |     | 6   | 5   | 2   | 10.º | 84     |
| Fuente: |              |     |     |     |     |     |     |     |     |     |     |     |     |     |     |     |     |     |     |     |     |     |     |      |        |

| Año     | Equipo       | 1   | 1   | 1   | 1   | 2   | 2   | 2   | 3   | 3   | 3   | 4   | 4   | 4   | 4   | 4   | 4   | 6   | 6   | 6   | 7   | 7   | 7   | Pos. | Puntos |
| ------- | ------------ | --- | --- | --- | --- | --- | --- | --- | --- | --- | --- | --- | --- | --- | --- | --- | --- | --- | --- | --- | --- | --- | --- | ---- | ------ |
| 2023    | Prema Racing | IMO | IMO | IMO | IMO | MIS | MIS | MIS | SPA | SPA | SPA | MNZ | MNZ | MNZ | LEC | LEC | LEC | MUG | MUG | MUG | VLL | VLL | VLL | 2.º  | 280    |
| 2023    | Prema Racing |     | 1   | DNS | 3   | 6   | 3   | 2   | 4   | 7   | 1   | 25  | 2   | 8   | 2   | 3   | 5   | 2   | 2   | 2   | 1   | 4   | 2   | 2.º  | 280    |
| Fuente: |              |     |     |     |     |     |     |     |     |     |     |     |     |     |     |     |     |     |     |     |     |     |     |      |        |

### Campeonato de EAU de Fórmula 4
(Clave) (negrita indica pole position) (cursiva indica vuelta rápida puntuable)

| Año  | Equipo       | 1    | 1    | 1    | 2    | 2    | 2    | 3    | 3    | 3    | 4    | 4    | 4    | 5   | 5   | 5   | Pos. | Puntos |
| ---- | ------------ | ---- | ---- | ---- | ---- | ---- | ---- | ---- | ---- | ---- | ---- | ---- | ---- | --- | --- | --- | ---- | ------ |
| 2023 | Prema Racing | DUB1 | DUB1 | DUB1 | KUW1 | KUW1 | KUW1 | KUW2 | KUW2 | KUW2 | DUB2 | DUB2 | DUB2 | YMC | YMC | YMC | 3.º  | 185    |
| 2023 | Prema Racing | 1    | 1    | 3    | 3    | 1    | 18   | 1    | 4    | 35†  | 9    | Ret  | 10   | 11  | 3   | 1   | 3.º  | 185    |

### Campeonato Euro 4
(Clave) (negrita indica pole position) (cursiva indica vuelta rápida)

| Año  | Equipo       | 1   | 1   | 1   | 2   | 2   | 2   | 3   | 3   | 3   | Pos. | Puntos |
| ---- | ------------ | --- | --- | --- | --- | --- | --- | --- | --- | --- | ---- | ------ |
| 2023 | Prema Racing | MUG | MUG | MUG | MNZ | MNZ | MNZ | BAR | BAR | BAR | 1.º  | 193    |
| 2023 | Prema Racing | 1   | 1   | 2   | 4   | 7   | 21  | 4   | 2   | 1   | 1.º  | 193    |

### Campeonato de Fórmula 3 de la FIA
(Clave) (negrita indica pole position) (cursiva indica vuelta rápida puntuable)

| Año   | Escudería    | 1   | 1   | 2   | 2   | 3   | 3   | 4   | 4   | 5   | 5   | 6   | 6   | 7   | 7   | 8   | 8   | 9   | 9   | 10  | 10  | Pos. | Puntos | Ref.   |
| ----- | ------------ | --- | --- | --- | --- | --- | --- | --- | --- | --- | --- | --- | --- | --- | --- | --- | --- | --- | --- | --- | --- | ---- | ------ | ------ |
| 2025* | Prema Racing | MEL | MEL | SAK | SAK | IMO | IMO | MON | MON | BAR | BAR | SPI | SPI | SIL | SIL | SPA | SPA | BUD | BUD | MNZ | MNZ | 16.º | 22     | [ 11 ] |
| 2025* | Prema Racing | 12  | 10  | Ret | 27  | 8   | 14  | 13  | 14  | 22  | 20  | 16  | 4   | 5   | 21  |     |     |     |     |     |     | 16.º | 22     | [ 11 ] |

- * Temporada en progreso.